# Vico nel Lazio
Vico nel Lazio è un comune italiano di 2 047 abitanti della provincia di Frosinone nel Lazio, nella media Valle Latina.

## Geografia fisica

### Territorio
Vico nel Lazio è situato su un colle calcareo a 721 m s.l.m. sulla catena montuosa dei Monti Ernici. Proprio nel territorio comunale di Vico nel Lazio, con i suoi 1.952 metri, si trova il monte Monna, una delle vette più alte degli Ernici.

### Clima
Classificazione climatica: zona E, 2418 GR/G

## Storia
Le origini di Vico nel Lazio restano ignote: da vari documenti risalenti intorno all'anno 1000 emergono alcuni dati tali da far ritenere che il castello fosse già esistente.
Situato in una zona certamente strategica il suo aspetto e la posizione dominatrice sul territorio, dimostra il classico aspetto di castello medioevale dalle caratteristiche difensive con una particolarità.

## Monumenti e luoghi d'interesse

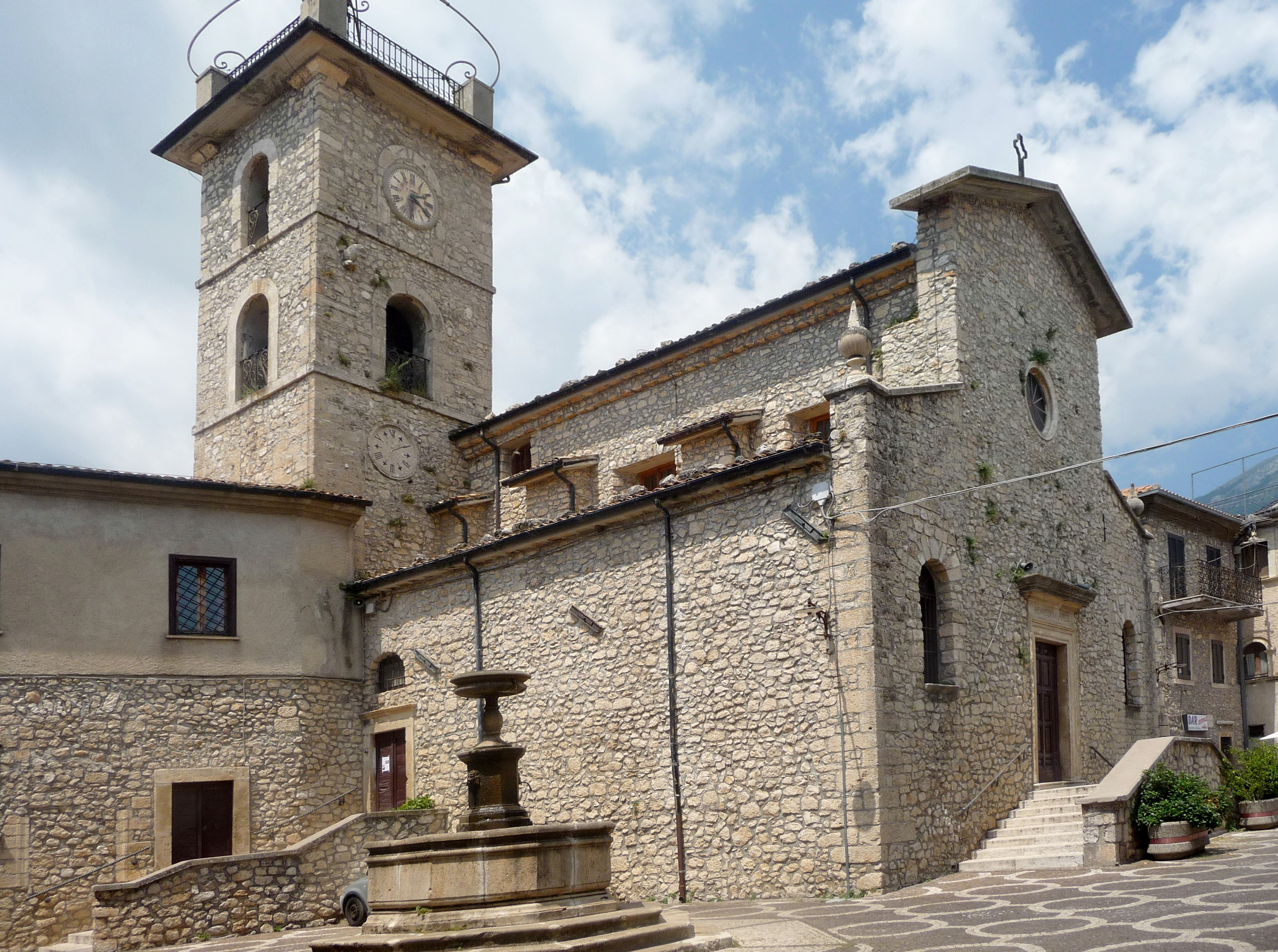
Chiesa di San Michele Arcangelo

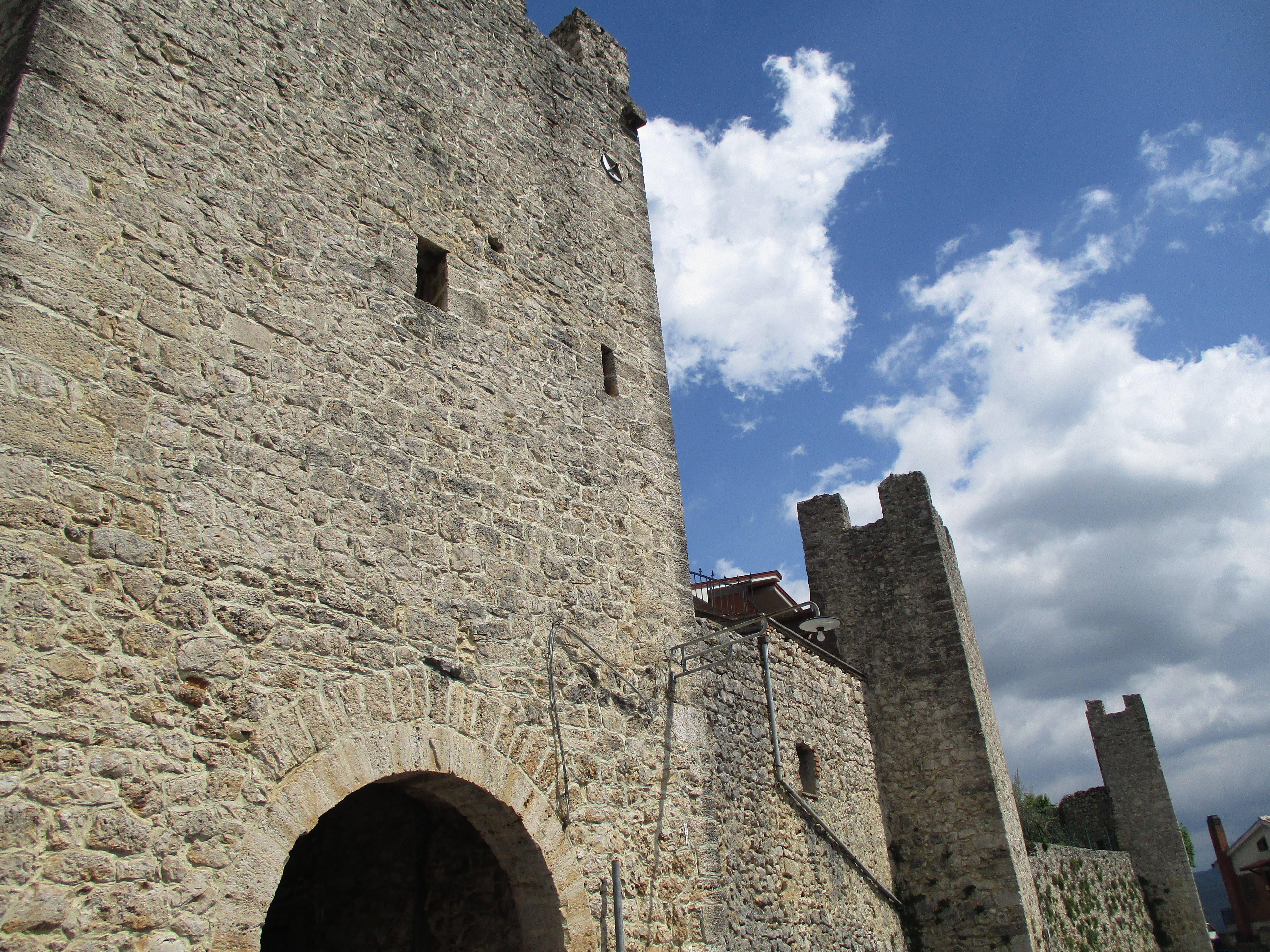
Particolare della cinta muraria

### Architetture religiose
- La chiesa romanica di Santa Maria risalente al XIII secolo e dedicata alla Madonna del Rosario con cripta.
- la collegiata di San Michele Arcangelo del 1200, restaurata nel 1800, che è anche la chiesa principale dal quale l'ultima domenica di luglio esce e viene portata per le vie del borgo la statua a mezzo busto del santo patrono Giorgio Martire, accompagnata dalle confraternite e dalle associazioni del paese, dalle amministrazioni dei paesi vicini e da una delegazione proveniente da Michalowice, paese polacco gemellato con Vico nel Lazio.
- Santuario Madonna del Campo esterno al paese del XV-XVI secolo con prezioso affresco della Santissima Trinità.
- Chiesa del Carmine o della Santissima Trinità fuori le mura nei pressi di Porta Orticelli con il dipinto della Madonna del Carmine sull'altare
- Chiesa di Sant'Antonio abate chiesa rurale isolata ad unica navata con affreschi sull'altare (quello più importante è quello raffigurante la Madonna delle Grazie).

### Architetture civili

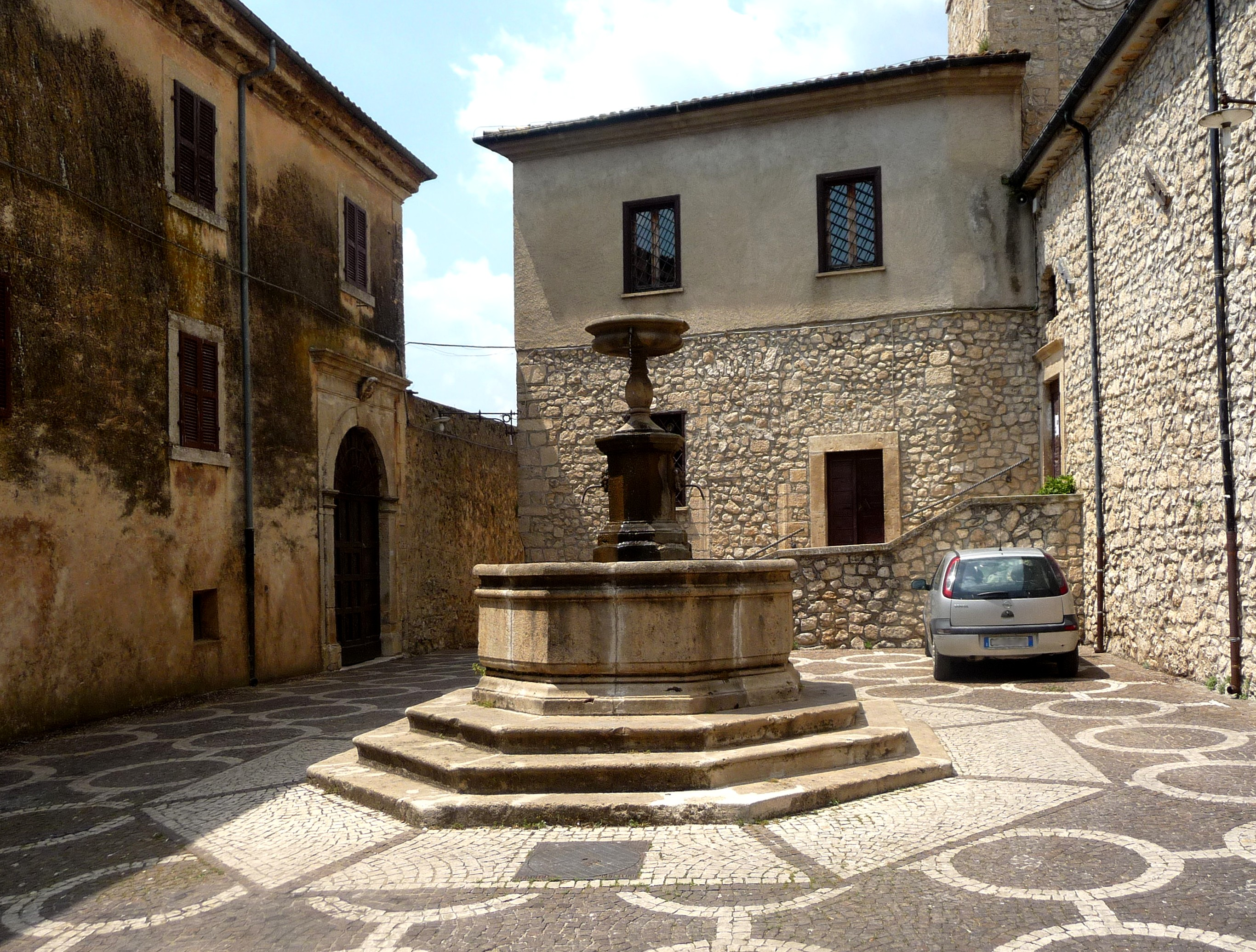
Piazza con fontana

- Palazzo del governatore, anticamente dimora dei Colonna (prima) e dei Tolomei (dopo) ed edificato nel XIII secolo. Il paese di Vico venne ceduto dai Colonna ai Tolomei nel '500, insieme ad altri paesi ernici.

### Architetture militari
- Cinta muraria, intatta, che racchiude il borgo medievale rimasto immutato. La cinta muraria dell'XI secolo, interamente costruita in pietra locale, cinge l'intero paese ed è dotata di tre porte: Porta Orticelli, Porta Guarcino (nella quale è possibile ammirare antichi affreschi) e la Porta a Monte dov'è incastonata una pietra con scritto:"Nerva Imperante", ciò fa pensare che vi fosse una cinta muraria preesistente di origine romana del quale rimane solamente l'arco di Sant'Andrea (verso Porta Guarcino).

## Società

### Evoluzione demografica
Abitanti censiti

## Economia
Di seguito la tabella storica elaborata dall'Istat a tema Unità locali, intesa come numero di imprese attive, ed addetti, intesi come numero di addetti delle imprese locali attive (valori medi annui).
|                | 2015                  |                              |                            |                |                       |                     | 2014                  |                | 2013                  |                |
| -------------- | --------------------- | ---------------------------- | -------------------------- | -------------- | --------------------- | ------------------- | --------------------- | -------------- | --------------------- | -------------- |
|                | Numero imprese attive | % Provinciale Imprese attive | % Regionale Imprese attive | Numero addetti | % Provinciale Addetti | % Regionale Addetti | Numero imprese attive | Numero addetti | Numero imprese attive | Numero addetti |
| Vico nel Lazio | 116                   | 0,35%                        | 0,03%                      | 158            | 0,15%                 | 0,01%               | 126                   | 175            | 123                   | 190            |
| Frosinone      | 33.605                |                              | 7,38%                      | 106.578        |                       | 6,92%               | 34.015                | 107.546        | 35.081                | 111.529        |
| Lazio          | 455.591               |                              |                            | 1.539.359      |                       |                     | 457.686               | 1.510.459      | 464.094               | 1.525.471      |

Nel 2015 le 116 imprese operanti nel territorio comunale, che rappresentavano lo 0,35% del totale provinciale (33.605 imprese attive), hanno occupato 158 addetti, lo 0,15% del dato provinciale; in media, ogni impresa nel 2015 ha occupato un addetto (1,36).

### Artigianato
Tra le attività economiche più tradizionali, diffuse e rinomate vi sono quelle artigianali, come l'arte del legno, finalizzata al settore dell'arredamento ed alla produzione di mobili in stile.

## Amministrazione
Nel 1872 Vico cambiò denominazione in Vico nel Lazio.
Nel 1927, a seguito del riordino delle circoscrizioni provinciali stabilito dal regio decreto n. 1 del 2 gennaio 1927, per volontà del governo fascista, quando venne istituita la provincia di Frosinone, Vico nel Lazio passò dalla provincia di Roma a quella di Frosinone.
| Periodo        | Periodo        | Primo cittadino    | Partito                          | Carica  | Note        |
| -------------- | -------------- | ------------------ | -------------------------------- | ------- | ----------- |
| 24 aprile 1995 | 13 giugno 1999 | Primo Pica         | Liste civiche di centro sinistra | Sindaco |             |
| 14 giugno 1999 | 12 giugno 2004 | Giovanni Rondinara | Lista civica                     | Sindaco | I mandato   |
| 13 giugno 2004 | 7 giugno 2009  | Giovanni Rondinara | Lista civica                     | Sindaco | II mandato  |
| 8 giugno 2009  | 25 maggio 2014 | Claudio Guerriero  | Lista civica Uniti per Vico      | Sindaco | I mandato   |
| 26 maggio 2014 | 26 Maggio 2019 | Claudio Guerriero  | Lista civica Uniti per Vico      | Sindaco | II mandato  |
| 26 maggio 2019 | 10 giugno 2024 | Claudio Guerriero  | Lista civica Uniti per Vico      | Sindaco | III mandato |
| 10 giugno 2024 | in carica      | Stefano Pelloni    | Lista civica Obiettivo Vico      | Sindaco | I mandato   |

### Altre informazioni
- Fa parte della Comunità Montana "Monti Ernici"
- Percorso di passaggio per raggiungere Collepardo per il cammino di San Benedetto